# Gentiana calycosa
Gentiana calycosa är en gentianaväxtart som beskrevs av August Heinrich Rudolf Grisebach. Gentiana calycosa ingår i släktet gentianor, och familjen gentianaväxter. Inga underarter finns listade i Catalogue of Life.